# Navigatori-klass
Navigatori-klassen var en klass av italienska jagare som byggdes 1928–1929 för Regia Marina (kungliga italienska flottan) och som var uppkallade efter italienska upptäcktsresande. De deltog i andra världskriget. Endast ett fartyg, Nicoloso Da Recco, överlevde kriget.

## Design
Dessa fartyg byggdes för Regia Marina som ett svar på de stora "contre-torpilleurs" jagarna av Jaguar- och Guépard-klasserna som byggdes för den franska flottan. Fartygen var betydligt större än andra samtida italienska jagare och klassades till en början som spaningskryssare ("esploratori"). De omklassades som jagare 1938.
Huvudbestyckningen bestod av 12-centimeterkanoner av en ny modell i tre dubbeltorn som kunde höjas i 45°. Torpedtuberna bestod av två trippelmontage, var och en ovanligt nog bestående av två 53,3 cm separerade av en 45 cm.
Maskineriet bestod av fyra pannor i två pannrum med stort avstånd till varandra samt två turbinrum. Den främre enheten drev babords axel och den bakre enheten drev styrbords axel. Fartygens sjötester genomfördes med överbelastat maskineri, vilket ledde till hastigheter på upp till 43,5 knop (80,6 km/h) som inte kunde uppnås under driftsförhållanden.
Fartygen var snabba, men visade sig sakna stabilitet och byggdes om i slutet av 1930-talet med klipperbågar, ökad bredd och en lägre överbyggnad.
Under kriget ersattes torpederna med tre 53,3 cm torpedtuber och extra luftvärnskanoner lades till.

## Skepp i klassen
| Namn                   | Namne                  | Varv                  | Färdiställd       | Öde |
| ---------------------- | ---------------------- | --------------------- | ----------------- | --- |
| Alvise da Mosto        | Alvise Cadamosto       | CNQ, Fiume            | 15 March 1931     | Sänkt av HMS Aurora och HMS Penelope nära Tripoli, 1 december 1941, under eskort av tankfartyget Iridio Mantovani                         |
| Antonio da Noli        | Antonio da Noli        | CT, Riva Trigoso      | 29 December 1929  | Sänkt av sjöminor i Bonifaciosundet |
| Nicoloso da Recco      | Nicoloso da Recco      | CNR, Ancona           | 20 May 1930       | Tagen ur tjänst 15 juli 1954, senare skrotad                                                                                              |
| Giovanni da Verrazzano | Giovanni da Verrazzano | CNQ, Fiume            | 25 September 1930 | Sänkt 19 oktober 1942 av HMS Unbending |
| Lanzerotto Malocello   | Lanzerotto Malocello   | Ansaldo, Genoa        | 18 January 1930   | Sänkt av en mina 24 mars 1943 nära Kap Bon                                                                                                |
| Leone Pancaldo         | Leon Pancaldo          | CT, Riva Trigoso      | 30 November 1929  | Sänkt av bombflygplan 30 april 1943 |
| Emanuele Pessagno      | Emanuele Pessagno      | CNR, Ancona           | 10 March 1930     | Torpederad av den brittiska ubåten HMS Turbulent 29 maj 1942                                                                              |
| Antonio Pigafetta      | Antonio Pigafetta      | CNQ, Fiume            | 1 May 1931        | Tagen av tyska styrkor 1943, senare sänkt i en flygräd 21 februari 1945                                                                   |
| Luca Tarigo            | Luca Tarigo            | Ansaldo, Genoa        | 16 November 1929  | Sänkt av brittiska jagare 16 april 1941                                                                                                   |
| Antoniotto Usodimare   | Antoniotto Usodimare   | Odero, Sestri Ponente | 21 November 1929  | Sänkt av den italienska ubåten Alagi 8 juni 1942                                                                                          |
| Ugolino Vivaldi        | Ugolino Vivaldi        | Odero, Sestri Ponente | 6 March 1930      | Skadad av tyskt kustartilleri efter den italienska kapitulationen. Besättningen valde att sänka fartyget kort därefter                    |
| Nicolò Zeno            | Nicolò Zeno            | CNQ, Fiume            | 27 May 1930       | Sänkt av sin egen besättning i Trieste 9 september för att förhindra att fartyget skulle falla i tyska händer efter Italiens kapitulation |